# Finnångeltjärnarna (Undersåkers socken, Jämtland, 699769-135985)
Finnångeltjärnarna är en sjö i Åre kommun i Jämtland och ingår i Indalsälvens huvudavrinningsområde. Sjön har en area på 0,0488 kvadratkilometer och ligger 759,3 meter över havet. Finnångeltjärnarna ligger i Vålådalen Natura 2000-område.

## Delavrinningsområde
Finnångeltjärnarna ingår i det delavrinningsområde (699656-135787) som SMHI kallar för Ovan Bruddan. Medelhöjden är 870 meter över havet och ytan är 38,81 kvadratkilometer. Räknas de 2 avrinningsområdena uppströms in blir den ackumulerade arean 75,37 kvadratkilometer. Lunndörrsån som avvattnar avrinningsområdet har biflödesordning 3, vilket innebär att vattnet flödar genom totalt 3 vattendrag innan det når havet efter 335 kilometer. Avrinningsområdet består mestadels av skog (51 procent) och kalfjäll (45 procent). Avrinningsområdet har 0,13 kvadratkilometer vattenytor vilket ger det en sjöprocent på 0,3 procent.